# Corral de Piedra, Nayarit
Corral de Piedra är en ort i Mexiko.   Den ligger i kommunen Santiago Ixcuintla och delstaten Nayarit, i den centrala delen av landet, 700 km väster om huvudstaden Mexico City. Corral de Piedra ligger 70 meter över havet och antalet invånare är 168.
Terrängen runt Corral de Piedra är platt åt sydväst, men åt nordost är den kuperad. Terrängen runt Corral de Piedra sluttar västerut. Runt Corral de Piedra är det ganska tätbefolkat, med 96 invånare per kvadratkilometer. Närmaste större samhälle är Santiago Ixcuintla, 19,6 km väster om Corral de Piedra. I omgivningarna runt Corral de Piedra växer i huvudsak lövfällande lövskog.